# پیز تی فوندادا
پیز تی فوندادا (به لاتین: Piz Tea Fondada) یک کوه در سوئیس است که در کانتون گراوبوندن واقع شده‌است. پیز تی فوندادا ۳٬۱۴۴ متر بالاتر از سطح دریا واقع شده‌است.